# Nichan ad-Dam
Le Nichan ad-Dam (arabe : ﻧﻴﺸﺎﻥ ﺍﻟﺪﻢ), soit l'Ordre du Sang, est un ancien ordre dynastique tunisien fondé en 1839-1840 par Ahmed Ier Bey. Cette décoration à classe unique n'était attribuée qu'aux seuls membres de la famille beylicale. Elle est décernée jusqu'à l'abolition de la monarchie husseinite en 1957.

## Insignes et port de l'ordre
Les insignes se composent :
- d'un insigne, représentant un soleil d'or à douze raies serties de diamants, la bélière étant formée par un nœud lui aussi en diamant.
- d'un ruban de l'ordre du Nichan Iftikhar, vert aux deux liserés de rouge.

Le port s'effectue en sautoir.

## Historique
Second ordre créé après le Nichan Iftikhar, il occupe toujours la première place dans la hiérarchie des ordres beylicaux.

## Récipiendaires
- Louis-Philippe Ier, roi des Français[1]
- Antoine d'Orléans, duc de Montpensier[1]
- Henri d'Orléans, duc d’Aumale[1]
- François d'Orléans, prince de Joinville[1]
- Napoléon III, empereur des Français[1]
- Léopold Ier, roi des Belges[1]
- Frédéric VII, roi de Danemark[1]
- Charles XV, roi de Suède et de Norvège[1]
- Victor-Emmanuel II, roi d’Italie[1]
- Mohammed V, sultan du Maroc[2]
- Charles de Gaulle, co-président du Comité français de libération nationale, le 26 juin 1943[3]